# Série V 36 DB
La WR 360 C 14 est une série de locomotives diesel de manœuvre de la Wehrmacht (l'armée allemande) de la première génération. WR 360 C 14 signifie "Wehrmachtslokomotive Regelspur 360 PS, Achsfolge C, Achslast 14" (Locomotive de l'armée à voie normale de 360 chevaux, formule d'essieux C - 3 essieux moteur - charge par essieux : 14 tonnes).
Conçu initialement dans les années 1930 pour desservir les raccordements des installations militaires, leur implication durant la Seconde Guerre mondiale en a éparpillé plusieurs exemplaires abandonnés dans divers pays au terme du conflit. Ce modèle constitue le prototype de fait de la première génération de locomotives diesel de manœuvre en Europe, avec sa transmission hydraulique, son entrainement par faux essieux et bielles, la cabine de conduite située à une extrémité (comme sur les locomotives à vapeur) et la disposition à trois essieux nécessaire pour supporter le poids d'un moteur de plus de 200 CV.

## Historique
- Après plusieurs tests, la Wehrmacht a standardisé quelques types de locotracteurs qu'elle a fait fabriquer par l'industrie nationale, on trouve ainsi surtout les WR 200 B12 & B14, WR 360 C 14 et quelques exemplaires WR 550D14. 311 unités sont produites pour l'armée avant, mais surtout pendant la guerre. Des variantes existent : WR360C14K spécifiquement adaptée au niveau de son échappement pour éviter les explosions en milieu dangereux, WR 360 C12, C15 ou C17 pour des usages spécifiques au niveau adhérence et armement de la voie.

- Dans sa retraite, l'armée allemande abandonne notamment 3 unités en Italie et 3 autres en Belgique. D'autres sont également répertoriées en Autriche, Roumanie, Tchécoslovaquie, Danemark, France, Suède ou Yougoslavie.

- Après la guerre, les chemins de fer allemands commandent un contingent complémentaire de 418 V36.4, alors que quelques exemplaires seront acquis, neufs ou d'occasion, par diverses entreprises pour desservir leur raccordement au chemin de fer.

- Leur puissance limitée les cantonne à des charges légères, et l'arrivée des machines de 500 CV (V60) dans les années 1950 les relègue aux taches secondaires.

### En Belgique
- Des trois exemplaires abandonnés sur le territoire, 
  - une est récupérée par la SNCB. Immatriculée 231.0(0)1, elle sera utilisée jusqu'en 1967 puis revendue au chantier de démolition Cloos de Differdange qui l'utilisera encore quelques années[1].
  - Deux sont acquises par les Carrières et Ciments Bataille à Gaurain-Ramecroix où elles servirent jusqu'à 1993, dater de leur rachat par l'association PFT[2].
- Un exemplaire de la série WR360C14K est racheté par l'armée belge à l'armée anglaise et utilisé sur les raccordements des camps de Soest puis de Brasschaat jusqu'en 2003. Depuis 2008, il est en gestion auprès de l'asbl PFT également.

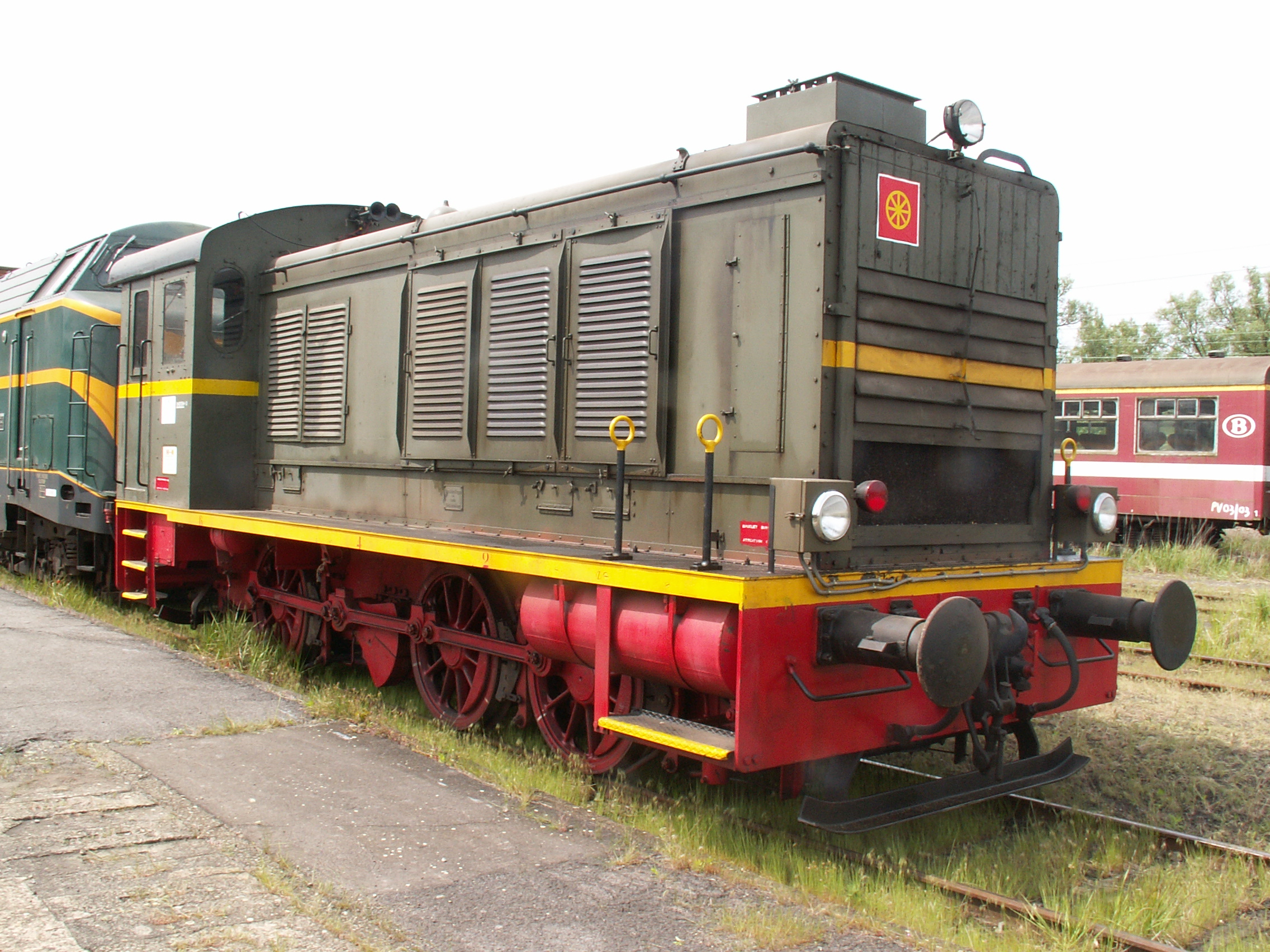
WR360C14K de l'armée belge
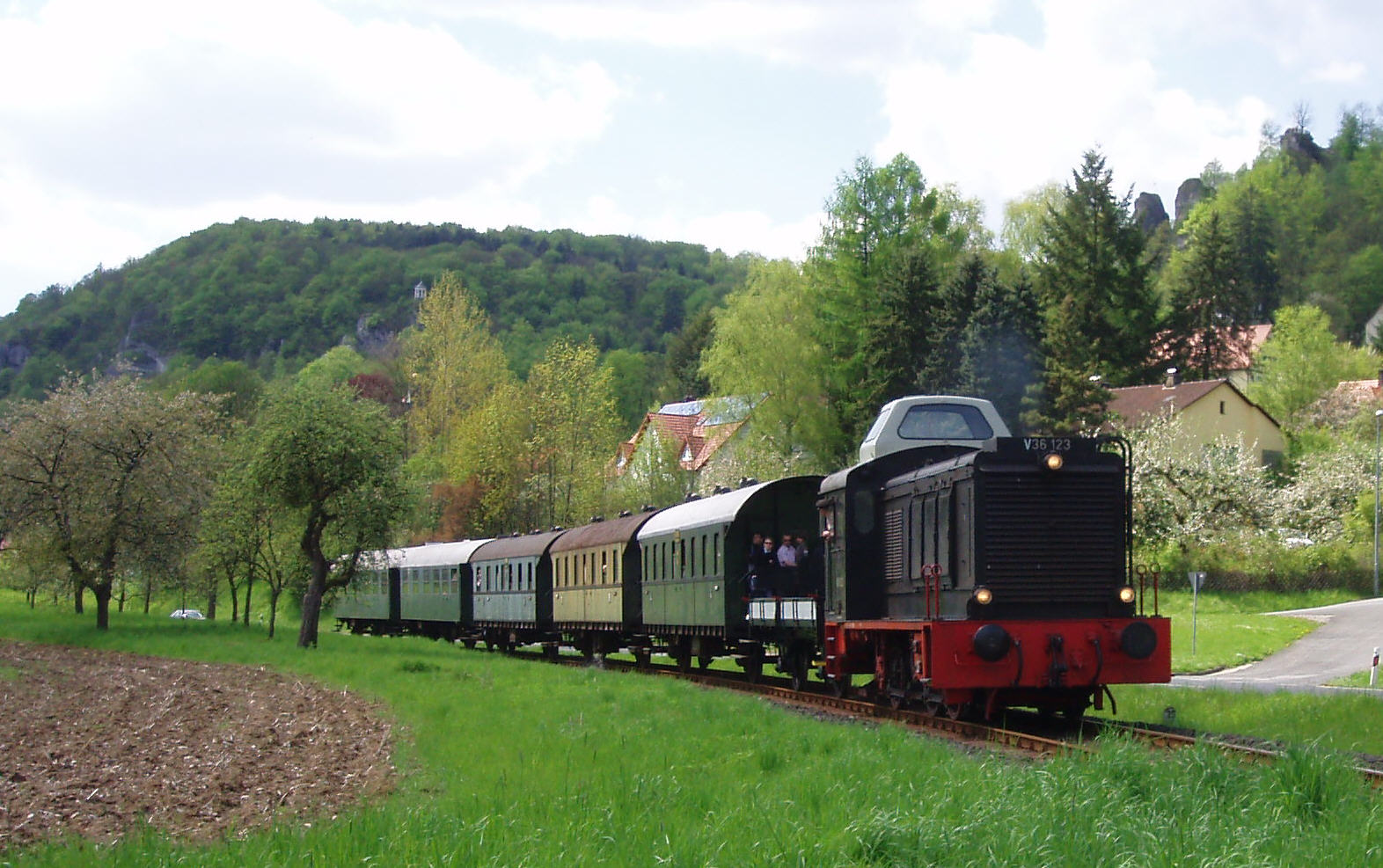
Un V36.1 avec sa vigie caractéristique
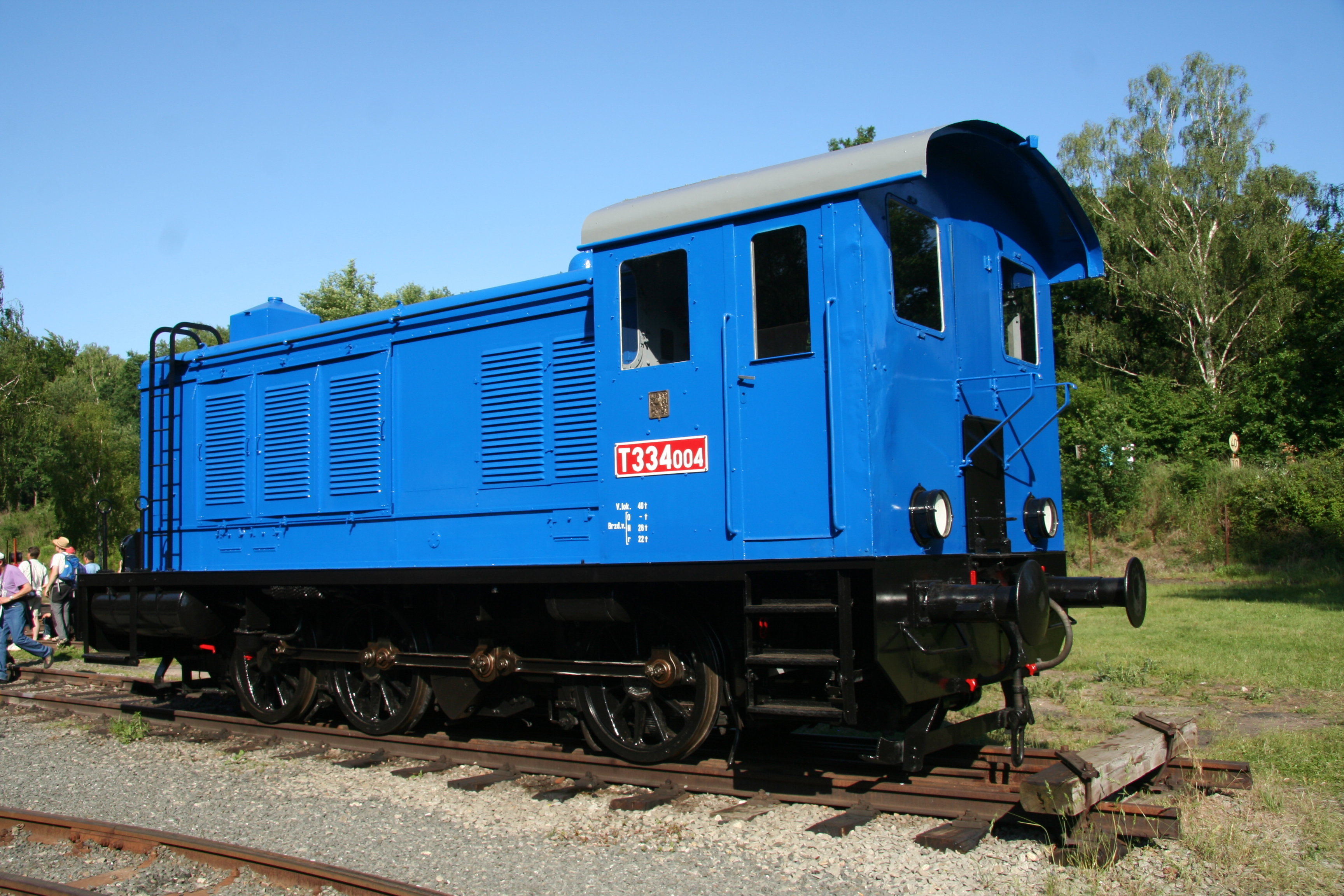
Une T334 tchèque préservée

## Liens
1. ↑  « ex SNCB 231.001 chez Cloos à Differdange », sur rail.lu (consulté le 18 mai 2014).
2. ↑  « CCB216 », sur pfttsp.be (consulté le 18 mai 2014).